# آن من الدنمارك
آن من الدانمارك (بالإنجليزية: Anne of Denmark) (12 ديسمبر 1574 - 2 مارس 1619) هي عقيلة ملك اسكتلندا وإنجلترا وإيرلندا جيمس الأول وأم هنري ستيوارت أمير ويلز وإليزابيث ستيوارت ملكة يوهيميا وتشارلز الأول ملك إنجلترا، وجدة كلا من تشارلز الثاني ملك إنجلترا وجيمس الثاني ملك إنجلترا وهنري ستيوارت، دوق غلوستر وصوفي بالاتينات وريثة عرش ستيوارت لاحقًا، وهي ابنة فريدريك الثاني ملك الدنمارك.

## الحياه المبكرة

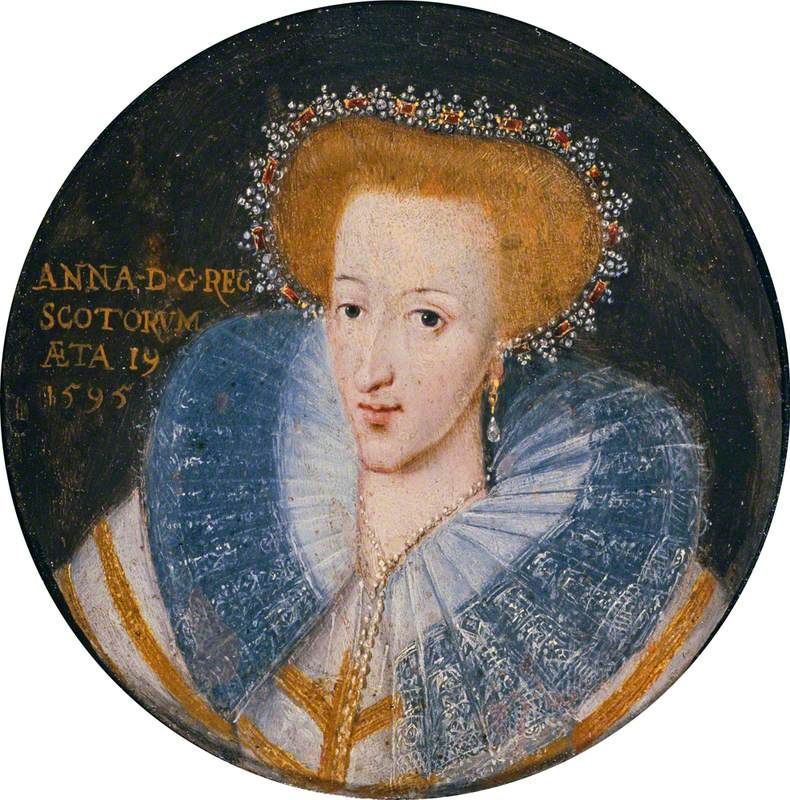
أدريان فانسون (ت. قبل 1610) (منسوب إلى) - آن الدنمارك (1574–1619)، ملكة جيمس السادس والأول - PG 1110 - المعارض الوطنية في اسكتلندا

ولدت آن في 12 ديسمبر 1574 في قلعة سكاندربورغ في شبه جزيرة جوتلاند في مملكة الدنمارك. ولادتها كانت ضربة لأبيها، الملك فريدريك الثاني من الدنمارك، الذي كان يأمل بشدة لابن. ولكن والدتها صوفي مكلنبورغ غوسترو، كانت 17 فقط. بعد ثلاث سنوات أنها تحمل لفريدريك ابن في المستقبل كريستيان الرابع من الدنمارك.
مع شقيقتها الأكبر إليزابيث، أرسلت آن إلى أن تثار في غوسترو في ألمانيا من قبل أجدادها الأم، دوق ودوقة مكلنبورغ. وبالمقارنة مع البلاط الدانماركية المتجولة، حيث كان الملك فريدريك شهير للوجبات الكبيرة، وشرب الخمر والسلوك الذي لا يهدأ (بما في ذلك الخيانة الزوجية)، قدم غوسترو آن حياة مقتصد ومستقر خلال طفولتها المبكرة. وقد أرسل كريستيان أيضا ليتم تربيته في غوسترو ولكن بعد عامين، في عام 1579، طلب ريجسراد (مجلس الملكة الدنماركي) بنجاح عودتهم إلى الدنمارك، وعادت آن وإليزابيث معه.
كانت آن تتمتع بتربية عائلية سعيدة قريبة في الدنمارك، وذلك بفضل الملكة صوفي، التي رعت الأطفال من خلال أمراضهم نفسها. سعى الخاطبون من جميع أنحاء أوروبا أيدي آن وإليزابيث في الزواج، بما في ذلك جيمس السادس من اسكتلندا، الذين يفضلون الدنمارك كمملكة إصلاحية في الدين وشريك تجاري مربح.
كان جيمس "احتمالا خطيرا آخر، على الرغم من أن 8 سنوات من رعايته، كانت كاترين، شقيقة الملك هنري الثالث من نافارا (المستقبل هنري الرابع من فرنسا)، الذي كان يفضله إليزابيث الأول من إنجلترا، وقد ركز السفراء الاسكتلنديون في البداية على ابنتهم الأكبر، لكن فريدريك خاطب إليزابيث إلى هنري يوليوس، دوق بروانشفايغ، ووعد الاسكتلنديين بدلا من ذلك بأن "بالنسبة لآنة [آنا] الثانية، إذا كان الملك مثلها، يجب أن يكون لها ".

## الخطوبة والزواج بالوكالة
أصبح الموقف الدستوري لصوفي، والدة آن، صعبا بعد وفاة فريدريك في 1588، عندما وجدت نفسها في صراع على السلطة مع ريغسراد للسيطرة على الملك كريستيان، ومع ذلك، كانت صوفي أكثر جرأة من فريدريك، وتغلبت على نقاط الشائكة على مقدار المهر ووضع أوركني، وأغلقت الاتفاق بحلول يوليو 1589. آن نفسها يبدو أنها قد سعيدة مع المباراة. في 28 يوليو 1589، ذكر التجسس الإنجليزي توماس فاولر أن آن كانت «حتى الآن في حآلة حب مع جلالة الملك لأنها كانت موت لها لكسرها، وجعلت الغواصين برهان جيد على المودة لها التي صاحب الجلالة هي مناسبة في» كان من المفترض أن يفسر فاولر الرجال أن النساء، كان من الممكن أن يكون مخفيا عن آن التي تبلغ من العمر 14 عاما، والتي قامت بتطريز القمصان لخطيبها في حين كان ثلاثمائة خياط يعملون على زواجها اللباس.
مهما كانت حقيقة الشائعات، كان جيمس يتطلب مباراة ملكية للحفاظ على خط ستيوارت. "كان الله شاهدا"، وأوضح: "كان بإمكاني أن امتنعت عن فترة أطول مما كان يمكن أن يسمح به بلدي، لم يؤخر تأخري الطويل في ثديي الكثيرين من الغيرة العظيمة لعدم قدرتي، كما لو كنت. في 20 أغسطس 1589، تزوجت آن بالوكالة إلى جيمس في قلعة كرونبورغ، التي انتهت مع ممثل جيمس جورج كيث، إيرل ماريشال الخامس، الذي كان جالسا بجوار آن على سرير الزفاف.

## الزواج
أبحرت آن إلى اسكتلندا في غضون 10 أيام، ولكن أسطولها كان محصورا بسلسلة من المغامرات. وأرغمت أخيرا على العودة إلى ساحل النرويج، حيث سافرت برا إلى أوسلو لملجأ، يرافقه إيرل ماريشال وآخرون من السفارات الاسكتلندية والدانمركية.

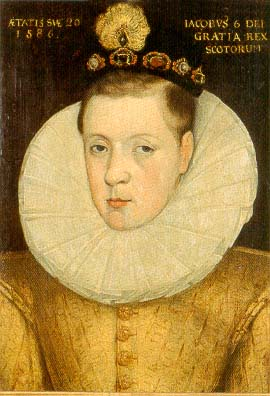
جيمس زوج أنا وهو في العشرينات من عمره

وفي 12 أيلول / سبتمبر، هبط اللورد دينغوال في ليث، وأفاد بأنه «جاء في شركة مع أسطول الملكة ثلاثمائة ميل، وفصلها عنهم عاصفة عظيمة: كان يخشى أن الملكة في خطر على البحار.» ومن جهته، دعا جيمس للصيام الوطني والصلاة العامة، واصل مشاهدة على فيرث فورث فور وصول آن، وكتب العديد من الأغاني، واحدة مقارنة الوضع لمحنة البطل وليندر، وأرسلت حزب البحث من أجل أن، يحمل رسالة كتبها لها باللغة الفرنسية: «فقط لمن يعرفني، فضلا عن انعكاسه الخاص في كوب يمكن أن أعرب، أعز حبي، المخاوف التي واجهتها بسبب الرياح العكسية والعواصف العنيفة منذ الشروع...». أبلغت في أكتوبر / تشرين الأول أن الدنماركيين قد تخلوا عن المعبر لفصل الشتاء، وفي ما يسميه ويلسون «الحلقة الرومانسية الوحيدة من حياته»، أبحر جيمس من ليث مع ثلاثمائة شخص متقاعد لجلب زوجته شخصيا، ووصل إلى أوسلو في 19 نوفمبر / تشرين الثاني بعد سفره برا من فليكيفجورد عبر تونسبرغ. وفقا لحساب اسكتلندي، قدم نفسه إلى آن، «مع الأحذية وجميع»، ونزع سلاح احتجاجاتها، وقدم لها قبلة في الإسكتلندي.
كان آن وجيمس متزوجين رسميا في قصر الأسقف القديم في أوسلو في 23 نوفمبر 1589 «بكل روعة ممكنة في ذلك الزمان والمكان». حتى يتمكن العروس والعريس من فهمهما، قام وزير ليث ديفيد ليندسي بالاحتفال في الفرنسية، واصفا آن بأنها «أميرة على حد سواء إله وجميلة... انها تحفز ارضاء كبير لجلالة». وبعد شهر من الاحتفالات؛ وفي 22 كانون الأول / ديسمبر، قام جيمس بزيارته إلى خمسين عاما، وقام بزيارة علاقاته الجديدة في قلعة كرونبورغ في إلزينور، حيث استقبلت الملكة صوفي، الملكة كريستيان الرابع عشر، والمسيحيون الأربعة. انتقل الزوجان إلى كوبنهاغن في 7 مارس وحضر حفل زفاف شقيقة آن الأكبر إليزابيث إلى هنري يوليوس، دوق برونزويك، حيث أبحرا بعد يومين إلى اسكتلندا في «جدعون». وصلوا إلى مياه ليث في 1 مايو. وبعد خمسة أيام، جعلت آن دخولها إلى إدنبره في مدرب فضي صلب جلب من الدنمارك، جيمس يركب جنبا إلى جنب على ظهر الخيل.

## التتويج
توجت آن في 17 مايو 1590 في كنيسة دير هوليرود، وهو أول تتويج بروتستانتي في اسكتلندا. وخلال الحفل الذي استمر سبع ساعات، افتتحت الكونتيسة مار ثوبها لرئاسة الوزير روبرت بروس لصب «كمية من الزيت البوني» على «أجزاء من ثديها والذراع»، لذلك مسحه لها الملكة. (اعترض وزراء كيرك بشدة على هذا العنصر من الحفل باعتباره طقوس وثنية ويهودية، ولكن جيمس أصر على أنها مؤرخة من العهد القديم). وسلم الملك التاج إلى المستشار ميتلاند، الذي وضعه على رأس آن. ثم أكدت اليمين الدستورية للدفاع عن الدين الحقيقي وعبادة الله و «تحمل وتحقر كل الخرافات الاستنساخية، وعلى الإطلاق الاحتفالات والطقوس على عكس كلمة الله».

## العلاقة مع جيمس

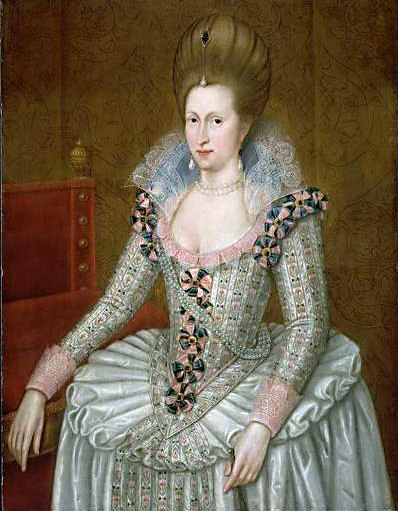
صورة لها رسمت عام 1605

وبحسب جميع الحسابات، كان جيمس في البداية مدغشرا من قبل عروسه، ولكن تبختره تبخر بسرعة وكثيرا ما وجد الزوجان أنفسهم في لوجيرهيادس، على الرغم من أن في السنوات الأولى من زواجهما، يبدو جيمس دائما أن تعامل أن بصبر وعاطفة. بين 1593 و 1595، كان جيمس مرتبطا عاطفيا مع آن موراي، في وقت لاحق السيدة غلاميس، الذي تناوله في الآية باسم «عشيقتي وحبي». وآن نفسها كانت أيضا في بعض الأحيان موضوع الشائعات الفاضحة. في باسيليكون دورون، كتب 1597-1598، وصف جيمس الزواج بأنه «أعظم مشاعر دنيوية أو مشاعر، يمكن أن تأتي إلى رجل».
منذ اللحظة الأولى من الزواج، كانت آن تحت الضغط لتوفير جيمس واسكتلندا مع وريث، ولكن مرور 1591 و 1592 مع عدم وجود علامة على الحمل أثار تجدد تشريح المشيخية حول موضوع ولع جيمس للذكور شركة ويسبرز ضد آن «لأنها لا تثبت مع الطفل». ونتيجة لذلك، كان هناك إغاثة عامة كبيرة عندما في 19 فبراير 1594 أنجبت أنجبت أول طفل لها، هنري فريدريك.